# 산파울섬

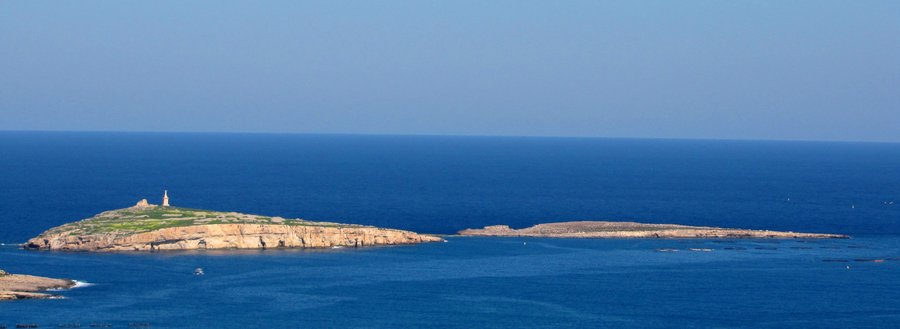
산파울섬

산파울섬(몰타어: Gżejjer ta' San Pawl) 또는 세인트폴스섬(영어: St Paul's Island)은 몰타 북동쪽에 떨어진 작은 섬이자 무인도로 면적은 0.101km2, 해안선의 길이는 0.9km이다.
몰타섬의 북동쪽에 위치하며 행정 구역상으로는 산파울일바하르에 속한다. 성경에서는 사도 파울로스 일행이 타고 있던 선박이 이 섬에서 난파되었다는 기록이 전한다.